# Open-E DSS
Open-E DSS (Data Storage Server) – system
operacyjny do zarządzania pamięciami masowymi, stworzony przez firmę Open-E, łączący w sobie funkcjonalność NAS oraz iSCSI (zarówno w trybie Target jak i Inicjator).